# Musée d'Art moderne et contemporain de Nusantara
Le Musée d'art moderne et contemporain de Nusantara (en anglais Museum of Modern and Contemporary Art in Nusantara ou MACAN) est un musée de Jakarta inauguré en 2017 et consacré à l'art moderne et contemporain.

## Historique
Le musée est l'aboutissement d'un rêve de dix ans d'un homme d'affaires et collectionneur indonésien, Haryanto Adikoesoemo. Sa première collection d'art a été balayée par la crise financière asiatique de 1997 et 1998, où sa famille a presque tout perdu. Il a alors vendu toutes les peintures et pièces acquises, y compris un Auguste Renoir et un Pablo Picasso. Mais l'argent récupéré l'a convaincu que la peinture pouvait être non seulement une passion, mais aussi un investissement financier intéressant. Il s'est remis à acquérir dans les années 2000, mais délaissant les impressionnistes et les oeuvres du début du XXe siècle, dont les prix avaient encore montés, il s'est intéressé à l'art contemporain.
C'est le premier musée consacré à l'art moderne et contemporain à Jakarta. « Je veux que le Musée MACAN développe et fasse progresser la compréhension des Indonésiens sur l'art et l'appréciation de l'art », indique Haryanto Adikoesoemo. « Je veux aussi que ce musée aide à la pollinisation croisée avec l'Indonésie et le monde, pour fournir une plate-forme pour l'art indonésien international et pour amener l'art international en Indonésie. » poursuit-il. 
Thomas J. Berghuis, ancien conservateur de l'art chinois au Musée Guggenheim de New-York, est engagé comme directeur du musée en janvier 2016,.Le 4 novembre 2017, ce musée ouvre ses portes au public.
Macan signifie «tigre» en indonésien.

## Collection permanente
La collection permanente initiale, 800 œuvres contemporaines et modernes . Outre des œuvres indonésiennes, cette collection comprend aussi des créations de Jeff Koons, Ai Weiwei, Yayoi Kusama, Robert Rauschenberg, ou encore, par exemple, de Gerhard Richter,. Les oeuvres d'artistes indonésiens s'étendent du XIXe siècle à la période contemporaine.

## Localisation
Le musée est situé  dans le district de Kebon Jeruk, à l'ouest de Jakarta. Il occupe un étage d'un bâtiment dans un projet de développement plus vaste qui comprend des bureaux, des appartements, un hôtel et une aire commerciale.  Haryanto Adikoesoemo souhaite que les revenus provenant des volets du projet participe aux moyens financiers dont cette institution culturelle nouvelle disposera pour son exploitation. Le nom mentionne le terme de Nusantara, sous lequel les Indonésiens désignent leur archipel.